# میشائل آگلیدیس
میشائل آگلیدیس (آلمانی: Michael Aggelidis؛ زادهٔ ۷ ژوئن ۱۹۶۲) یک سیاست‌مدار اهل آلمان است.